# 片腕ドラゴン
『片腕ドラゴン』（かたうでドラゴン、原題：獨臂拳王、英題：One-Armed Boxer）は1972年に公開された、香港のゴールデン・ハーベスト製作のカンフー映画。ジミー・ウォング監督、脚本、主演。ジミー・ウォングのショウ・ブラザーズでの出世作『片腕必殺剣』と同アイディアだが、剣戟映画をカンフー映画にしている。 
日本では1974年に東和（現東宝東和）配給で公開された。
1975年には続編『片腕カンフー対空とぶギロチン』が公開されている。

## ストーリー
正徳武館でカンフーの修行を積むチェンロン（ジミー・ウォング）は、料理店で対抗する流派である鉄鉤門の門下生に絡まれていた客を助けるため、彼らと乱闘になる。門下生から嘘の報告を受けた鉄鉤門師匠であるチャオは正徳武館へ殴り込みをかけるが、道場主であるハンは弟子とともに彼らを返り討ちにする。メンツを潰されたチャオはアジア各国から凄腕の格闘家を招き、再度正徳武館を襲う。戦いの最中チェンロンは沖縄空手の達人である二谷太郎から技を受け、右手を切り落とされてしまう。九死に一生を得たチェンロンは秘薬により残った左手を岩をも砕く必殺の拳と変え、チャオ一味に復讐を果たす。

## キャスト
| 役名                 | 俳優             | 日本語吹替                        | 日本語吹替                            |
| 役名                 | 俳優             | テレビ朝日版                      | ソフト版                              |
| -------------------- | ---------------- | --------------------------------- | ------------------------------------- |
| チェンロン           | ジミー・ウォング | 富山敬                            | 田中信夫                              |
| シャオユー           | タン・シン       | 高橋ひろ子                        | 高橋ひろ子                            |
| カン                 | マー・チ         | 宮川洋一                          | 小林清志                              |
| チョウ               | ティエン・イー   | 大塚周夫                          | 大塚周夫                              |
| マー                 | レイ・シュン     | 市川治                            | 市川治                                |
| 二谷                 | ロン・フェイ     | 雨森雅司                          | 飯塚昭三                              |
| シャオユーの父親     |                  | 藤本譲                            | 藤本譲                                |
| 長谷川               |                  | 村松康雄                          | 村松康雄                              |
| リー                 |                  | 上恭ノ介                          | 飯島肇                                |
| モー                 |                  |                                   | 魚建                                  |
| パオ                 |                  | 加藤治                            | 原田晃                                |
| ハシュン             |                  | 稲葉実                            | 稲葉実                                |
| テイ                 |                  | 春口千治                          |                                       |
| 高橋                 |                  | 仲木隆司                          | 仲木隆司                              |
| チャン               |                  | 広瀬正志                          | 広瀬正志                              |
| コウ                 |                  | 小関一                            | 小関一                                |
| キム                 |                  | 加藤正之                          | 松岡大介                              |
| 坂田                 |                  | 国坂伸                            | 間宮康弘                              |
| モナ・シン           |                  |                                   | 櫛田泰道                              |
| シャオリー           |                  |                                   | 田坂浩樹                              |
| ラマ僧               |                  | 村松康雄                          | 西嶋陽一                              |
| 日本語版制作スタッフ |                  |                                   |                                       |
| 演出                 | 演出             | 高桑慎一郎                        | 宇出喜美                              |
| 翻訳                 | 翻訳             | 大野隆一                          | 大野隆一 税田春介                     |
| 調整                 | 調整             | 遠矢征男                          | 田中直也 （スタジオマウス）           |
| 効果                 | 効果             | 大野義信                          |                                       |
| 選曲                 | 選曲             | 東上別符精                        |                                       |
| 録音                 | 録音             | シネビーム （NJFスタジオ）        | スタジオマウス                        |
| 制作担当             | 制作担当         | 早坂仁 （ニュージャパンフィルム） | 高橋正浩 （ニュージャパンフィルム）   |
| 配給                 | 配給             | 東宝東和株式会社                  |                                       |
| 制作                 | 制作             | テレビ朝日 ニュージャパンフィルム | キングレコード ニュージャパンフィルム |
| 解説                 |                  |                                   |                                       |
| 初回放送             | 初回放送         | 1977年4月23日 『土曜映画劇場』    |                                       |
| 正味                 | 正味             | 約68分                            |                                       |

## スタッフ
- 監督/脚本/製作総指揮/主演：ジミー・ウォング
- 製作：レイモンド・チョウ
- 武術指導：チェン・シーウェイ